# Zemiropsis rosadoi
Zemiropsis rosadoi là một loài ốc biển, là động vật thân mềm chân bụng sống ở biển thuộc họ Babyloniidae.

## Phân bố
Chúng phân bố ở Ấn Độ Dương dọc theo Mozambique.